# Balsana quadrimaculata
Balsana quadrimaculata är en insektsart som först beskrevs av Victor Lallemand 1938.  Balsana quadrimaculata ingår i släktet Balsana och familjen spottstritar. Inga underarter finns listade i Catalogue of Life.